# Leo Bill
Leo Bill (* 31. August 1980 in Warwickshire, England) ist ein englischer Schauspieler. Er ist der Sohn von Sheila Kelley und wurde bekannt durch seine Rolle im 2006 gedrehten britischen Horrorfilm The Living and the Dead.

## Leben
Er wurde 1980 als Sohn der Schauspielerin Sheila Kelley und des Schauspielers Stephen Bill geboren. Von 1996 bis 1998 war er am Stratford Upon Avon College. Anschließend ging er auf die Royal Academy of Dramatic Art, die er 2001 abschloss. Außerdem war er Mitglied der Playbox Theatre Company, einer Theatergesellschaft in Warwick. Nach seinem Studium war er in Filmen wie 28 Days Later, The Fall und The Living and the Dead zu sehen. Im Jahr 2010 spielte er im Spielfilm Alice im Wunderland die Rolle des Hamish Ascot, ebenso 2016 in dessen Fortsetzung Alice im Wunderland: Hinter den Spiegeln.

## Filmografie (Auswahl)
- 1984: Eh Brian! It’s a Whopper (Fernsehserie, 2 Folgen)
- 2001: Gosford Park
- 2002: 28 Days Later
- 2002: All or Nothing
- 2002: Two Men Went to War
- 2003: LD 50 Lethal Dose – Tödliche Dosis (LD 50 Lethal Dose)
- 2003: The Canterbury Tales
- 2003: Eroica – The day that changed music forever
- 2003: Inspector Barnaby (Midsomer Murders) Fernsehserie, Staffel 6, Folge 4: Das Haus des Satans (A Tale Of Two Hamlets)
- 2003: Spooks – Im Visier des MI5 (Spooks)
- 2004: Vera Drake
- 2004: Messiah III: The Promise
- 2005: Kinky Boots – Man(n) trägt Stiefel (Kinky Boots)
- 2005: A Very Social Secretary
- 2005: These Foolish Things
- 2005: Gerichtsmediziner Dr. Leo Dalton (Silent Witness)
- 2006: The Fall
- 2006: The Living and the Dead
- 2007: Geliebte Jane (Becoming Jane)
- 2007: Jekyll
- 2008: Ich & Orson Welles (Me and Orson Welles)
- 2008: Sinn und Sinnlichkeit (Sense and Sensibility)
- 2008: Ashes to Ashes – Zurück in die 80er (Ashes to Ashes)
- 2010: Alice im Wunderland (Alice in Wonderland)
- 2010: Doctor Who
- 2011: Verblendung (The Girl with the Dragon Tattoo)
- 2013: Die Borgias - Sex. Macht. Mord. Amen. (Fernsehserie)
- 2013: The White Queen (Fernseh-Miniserie)
- 2014: A Long Way Down
- 2014: Mr. Turner – Meister des Lichts (Mr. Turner)
- 2016: Alice im Wunderland: Hinter den Spiegeln (Alice Through the Looking Glass)
- 2017: Taboo (Fernsehserie, 8 Folgen)
- 2018: Peterloo
- 2018: Das blutrote Kleid (In Fabric)
- 2021: Cruella
- 2022: Flux Gourmet
- 2025: The Thing with Feathers